# Uruk (kultur)
För staden, se: Uruk
Uruk var en förhistorisk period med en viss materiell kultur i Främre Orienten under det fjärde årtusendet f.Kr. Den markerar övergången från neolitisk tid till bronsåldern. Urukkulturen omfattar en tidsperiod från omkring 4100 f.Kr. till 3000 f.Kr. Den indelas även i delperioder I-VI.
Kulturen är namngiven efter den forntida staden Uruk i södra Mesopotamien, men fynd från kulturen har hittats över hela Främre Orienten. Bland de viktigaste fyndorterna räknas, förutom Uruk,  Abu Sharein (Eridu) i södra Irak, Godin Tepe och Susa i västra Iran, Habuba Kabira i Syrien och Arslantepe i Turkiet. 
Urukkulturens försörjning var baserad på jordbruk och bosättningarna låg först i den bördiga halvmånen. Utvecklingen av konstbevattning gjorde det dock möjligt att bosätta sig och uppodla de stora flodslätterna vid Eufrat och Tigris i Mesopotamien, vilket senare ledde till en stor befolkningsökning. Därmed lades grunden för organiserade stater och de första verkliga städerna. Vid övergången till Jemdet Nasr-perioden uppstod föregångare till ett skriftspråk i administrationen av jordegendomarna.